# Country Music – Connie Style
Country Music – Connie Style es un álbum de estudio de la cantante de pop estadounidense Connie Francis, publicado en agosto de 1962 a través de MGM Records.

## Lista de canciones
Créditos adaptados desde las notas del álbum.
| Lado uno |                                        |                              |          |  |
| N.º      | Título                                 | Escritor(es)                 | Duración |  |
| 1.       | «I Really Don't Want to Know»          | Don Robertson, Howard Barnes | 3:12     |  |
| 2.       | «Oh, Lonesome Me»                      | Don Gibson                   | 2:17     |  |
| 3.       | «I Fall to Pieces»                     | Hank Cochran, Harlan Howard  | 2:40     |  |
| 4.       | «Someday (You'll Want Me to Want You)» | Jimmie Hodges                | 2:25     |  |
| 5.       | «I Walk the Line»                      | Johnny Cash                  | 2:14     |  |
| 6.       | «He Thinks I Still Care»               | Dickey Lee, Steve Duffy      | 3:17     |  |

| Lado dos |                            |                             |          |  |
| N.º      | Título                     | Escritor(es)                | Duración |  |
| 1.       | «She'll Have to Go»        | Joe Allison, Audrey Allison | 2:57     |  |
| 2.       | «I'm Moving On»            | Hank Snow                   | 2:20     |  |
| 3.       | «I Don't Hurt Anymore»     | Robertson, Jack Rollins     | 2:08     |  |
| 4.       | «I Am a Fool to Care»      | Ted Daffan                  | 2:15     |  |
| 5.       | «I Can't Stop Loving You»  | Gibson                      | 2:45     |  |
| 6.       | «Heartaches by the Number» | Howard                      | 2:38     |  |

## Créditos
Créditos adaptados desde las notas del álbum.
- Connie Francis – voz principal
- Grady Martin, Jerry Kennedy, Harold Bradley, Wayne Moss – guitarras
- Bob Moore – bajo eléctrico
- Buddy Harman – batería
- Floyd Cramer – piano
- Boots randolph – saxofón
- The Jordanaires – coros
- Millie Kirkham – coros